# John Hilton l'ancien
Pour les articles homonymes, voir Hilton.
John Hilton (l'ancien), né en 1565 - mort en 1609 (?), est un contreténor, organiste et compositeur anglais d’œuvres essentiellement sacrées.

## Œuvres
Hilton est surtout connu pour ses cantiques Lord, for Thy Tender Mercy's Sake (peut-être attribuable à Richard ou Daniel Farrant) et Call to Remembrance.

## Biographie
Hilton naît en 1565. En 1584 il est contreténor à la cathédrale de Lincoln. Au début de l'année 1594 il est nommé organiste au Trinity College de Cambridge.
Il est le père de John Hilton le jeune, également compositeur, ce qui rend problématique l'attribution définitive de leurs œuvres sacrées combinées, alors que sa seule création séculière semble avoir été le madrigal Fair Oriana, beauty's Queen, qu'il compose pour le recueil The Triumphs of Oriana paru en 1601.
Il meurt, probablement à Cambridge, avant le 20 mars 1609

## Source de la traduction
- (en) Cet article est partiellement ou en totalité issu de l’article de Wikipédia en anglais intitulé « John Hilton the elder » (voir la liste des auteurs).